# فرديناند-كاميلي دريفوس
فرديناند-كاميلي دريفوس هو صحفي وسياسي فرنسي، ولد في 19 أغسطس 1851 في باريس في فرنسا، وتوفي بنفس المكان في 10 أبريل 1905. انتخب نائب فرنسي.